# ウィーン国際センター

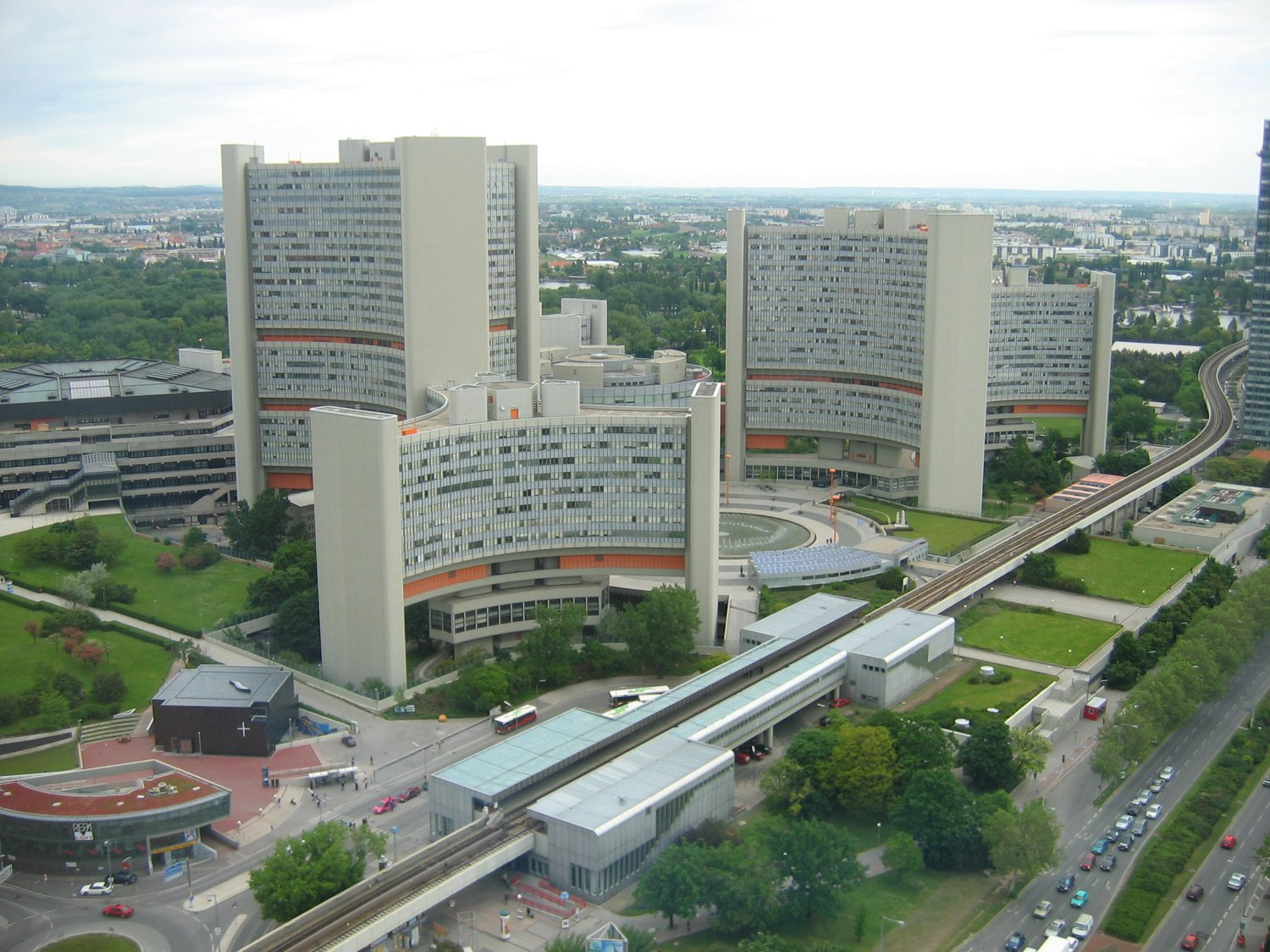
ウィーン国際センターと隣接するカイザーミューレン駅（U1）

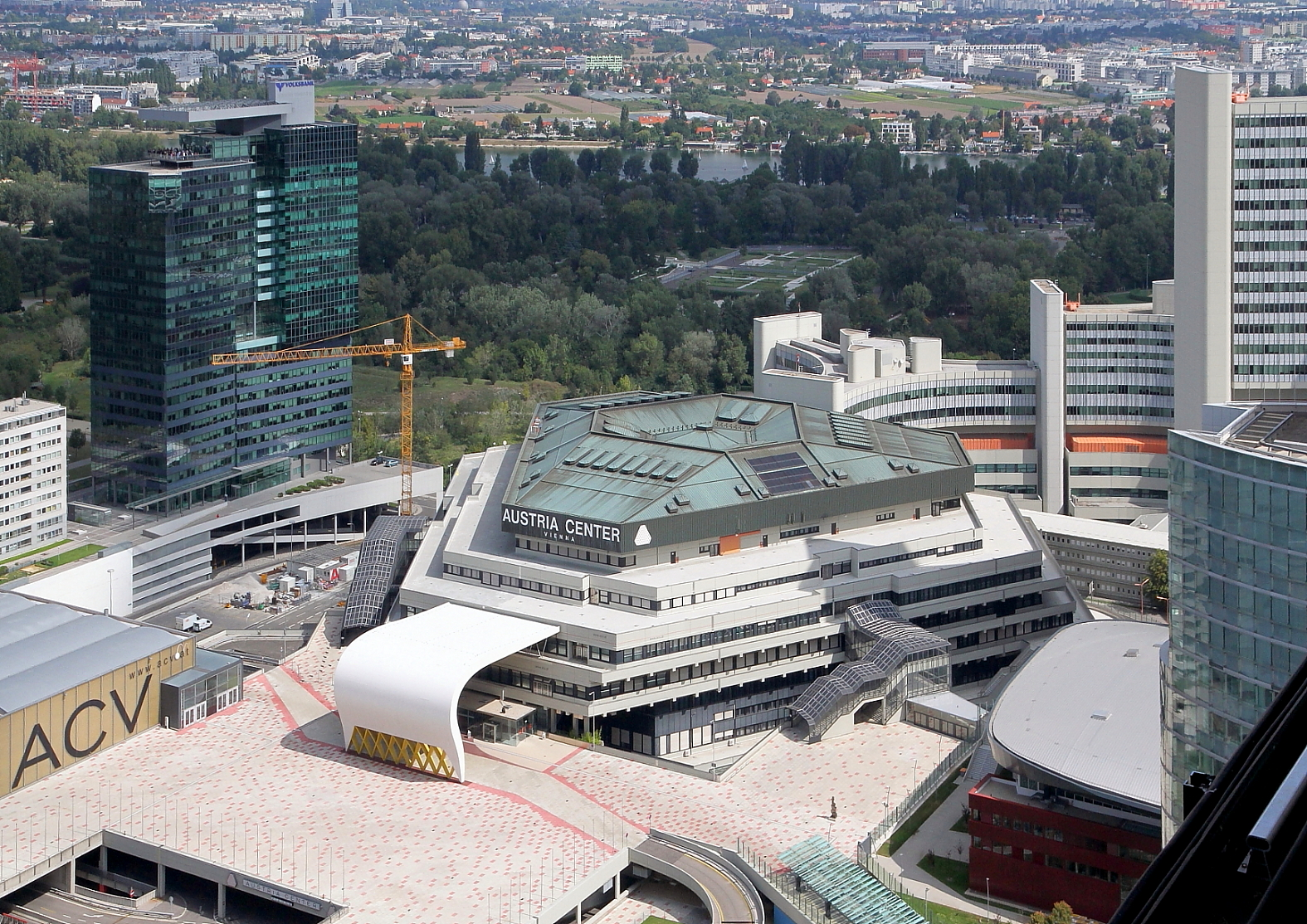
Austria Center Vienna

ウィーン国際センター（英：Vienna International Centre (VIC)；独：Internationales Zentrum Wien）は、在ウィーン国連機関(United Nations Office at Vienna: UNOV)を擁する建築群で、通称UNOCityとしても知られている。

## 概要
VICはウィーンにおける国連事務所であり、ドナウ川の北に位置している。オーストリアの建築家であるJohann Staberによって設計され、1973年から1979年にかけて建設された（国際原子力機関（IAEA）、国際連合工業開発機構（UNIDO）のオフィスはそれぞれ1957年以降、1967年以降に建設された）。当時オーストリア首相であったブルーノ・クライスキーの発想から建設が進み、クライスキーが国連事務総長就任を後押ししたクルト・ヴァルトハイムが協力した。ウィーン国際センターは治外法権区域であり、オーストリア法の管轄外である。

## 建築
建築
6つのY型のオフィスタワーが円柱会議ビルを囲み、総面積は23万㎡、最も高い建物は127ｍ、28階からなる。約5000人がウィーン国際センターで勤務しており、中にはカフェテリア、ショッピング施設、郵便局、銀行（オーストリア銀行と国連連邦信用組合事務所）、旅行代理店とその他の商業サービス施設がある。
2004年から、建設に使用されたアスベストを処理するために[不明な作成者2] 改修工事が施された。2004年から2007年の第1段階では、オフィスビルA、B、DおよびE、ならびに第2段階の2007年から2010年にFおよびGビルディングが改装された。最後に、2009年から2013年にかけて、Cビルディング（会議ホールを備えた中心円形柱）からアスベストを除去した。オーストリアの建築家であるAlbert Wimmerは、2009年に新しい会議ビル（Mビルディング）の建設に手掛け、現在ではＭビルディングにおいて様々な会議が行われている。

## ウィーンの経済的意義
VICはウィーンにおいて大きな経済効果をもたらしたとされている。組織の常勤の従業員に加え、会議を通じて莫大な観光効果が生成された。2005年では約1,000の小規模と大規模な会議が開催され ており、そこから発生した経済効果は容易に想像できる。

## VICの組織
- 国際連合ウィーン事務局
- ウィーン国際センターは、ニューヨーク、ジュネーブ、ナイロビと並び、国連機関の位置する最も重要な都市の一つとして知られており、いくつかの国際機関が集結している。
- UNODC – 国際連合薬物犯罪事務所
- UNIDO – 国際連合工業開発機関
- UNOOSA – 国際連合宇宙局
- UNCITRAL - 国際連合国際商取引法委員会
- UNODA - 国連軍縮部
- UNHCR -国際連合難民高等弁務官事務所
- IAEA‐国際原子力機関
- CTBTO‐包括的核実験禁止条約機関準備委員会
- ICPDR‐ドナウ川保護委員会

## ガイドツアー
国際連合ウィーン事務所を訪れることができます。ガイドツアーは月曜日～金曜日１１時14時15時30分にあります　（7月と8月には12時30分にもスタート）。ガイドツアーで は、国連の様々な使命が詳しく紹介され、展示や会議室を見学 します。